# Kléber Macedo
Kléber da Silva Macedo (Rio de Janeiro, 27 de janeiro de 1934 —  Rio de Janeiro, 03 de abril de 2003) foi uma atriz brasileira. 
Kléber ficou marcada pela Televina da novela A Gata Comeu, pela fofoqueira Eulália de Estúpido Cupido junto a Célia Biar  e por Zuzinha Cajazeira no seriado O Bem-Amado.

## Filmografia

### Televisão
| Ano       | Título                    | Personagem         | Notas                               |
| --------- | ------------------------- | ------------------ | ----------------------------------- |
| 1990      | Brasileiras e Brasileiros | Ester              |                                     |
| 1988      | Sassaricando              | tia Sharide        |                                     |
| 1987      | Expresso Brasil           | Zuzinha Cajazeira  |                                     |
| 1985      | A Gata Comeu              | Televina           |                                     |
| 1980-1984 | O Bem-Amado               | Zuzinha Cajazeira  |                                     |
| 1977      | Sem Lenço, sem Documento  | Orozimba Sodré     |                                     |
| 1976      | Estúpido Cupido           | Eulália            |                                     |
| 1965      | Pollyanna                 | —                  |                                     |
| 1961      | A Fugitiva                | —                  |                                     |
| 1957-1958 | Teatrinho Trol            | Vários personagens | 18 episódios                        |
| 1953-54   | As Aventuras de Suzana    | —                  |                                     |
| 1953-54   | Teatro Nicette Bruno      | —                  |                                     |
| 1956      | Grande Teatro Tupi        | —                  | Episódio: "Lucrecia Borga"          |
| 1952      | Grande Teatro Tupi        | —                  | Episódio: "De Amor Também Se Morre" |

### Cinema
| Ano  | Título                       | Personagem       |
| ---- | ---------------------------- | ---------------- |
| 1970 | Sou Louca por Você           | —                |
| 1970 | Simeão, o Boêmio             | —                |
| 1965 | São Paulo, Sociedade Anônima | Vizinha de Hilda |
| 1955 | A Carrocinha                 | Adalgisa         |

## Teatro[4]
- 1950 - Canções nas Montanhas
- 1952 - De Amor Também se Morre
- 1953 - Week-end
- 1954 - Brasil Romântico - Lição de Botânica
- 1954 - Brasil Romântico - O Primo da Califórnia
- 1956 - A Dama das Camélias
- 1958 - O Santo e a Porca
- 1958 - Jornada de um Longo Dia para Dentro da Noite
- 1958 - Pega Fogo
- 1958 - Maria Stuart
- 1958 - Santa Marta Fabril S/A
- 1959 - Os Perigos da Pureza
- 1959 - A Dama das Camélias
- 1959 - Auto da Compadecida
- 1960 - Morte e Vida Severina
- 1960 - Em Moeda Corrente do País
- 1961 - Oscar
- 1961 - Raízes
- 1961 - Rinocerontes
- 1962 - A Terceira Pessoa
- 1962 - A Visita da Velha Senhora
- 1963 - César e Cleópatra
- 1963 - Onde Canta o Sabiá
- 1964 - A Noite do Iguana
- 1964 - Tem Shakespeare no Samba
- 1964 - O Preço de um Homem
- 1965 - O Noviço
- 1966 - Amor Depois das Onze
- 1966 - Oh, Papai, Pobre Paizinho, Mamãe Te Pendurou no Armário e Eu Estou Muito Tristinho
- 1966 - Receita de Vinícius
- 1967 - A Ópera dos Três Vinténs
- 1969 - Os Monstros
- 1969 - O Balcão
- 1970 - As Alegres Comadres de Windsor
- 1971 - Só Porque Você Quer
- 1973 - O Médico à Força
- 1980 - Terezinha de Jesus
- 1982 - Vidigal: Memórias de Um Sargento de Milícias
- 1986 - Viva a Nova República
- 1987 - A Cozinha Maluca